# فريدريك كينغ كيلر
فريدريك كينغ كيلر (بالإنجليزية: Frederick King Keller)‏ هو كاتب سيناريو ومخرج أمريكي، ولد في 1954 في بوفالو في الولايات المتحدة.

## وصلات خارجية
- فريدريك كينغ كيلر على موقع IMDb (الإنجليزية)
- فريدريك كينغ كيلر على موقع ألو سيني (الفرنسية)
- فريدريك كينغ كيلر على موقع أول موفي (الإنجليزية)
- فريدريك كينغ كيلر على موقع قاعدة بيانات الأفلام السويدية (السويدية)
- فريدريك كينغ كيلر على موقع قاعدة بيانات الفيلم (الإنجليزية)
- فريدريك كينغ كيلر على موقع كينوبويسك (الروسية)